# Grupo Recreativo e Cultural Onze Unidos
Il Grupo Recreativo e Cultural Onze Unidos, conosciuto semplicemente come Onze Unidos, è una società polisportiva portoghese con sede a Lisbona.

## Storia
Fondata il 1º maggio 1976, tra le sue attività conta anche il calcio a 5: la squadra disputa la prima divisione del Campeonato Nacional de Futsal, guadagnata al termine della stagione 2008-09.

## Rosa 2009/2010
| N. |                       | Ruolo | Calciatore       |
| -- | --------------------- | ----- | ---------------- |
|    | Portogallo (bandiera) | POR   | André Carvalhido |
|    | Portogallo (bandiera) | POR   | Tolaças          |
|    | Portogallo (bandiera) | POR   | Nelson           |
|    | Portogallo (bandiera) | DIF   | Zézito           |
|    | Portogallo (bandiera) | DIF   | Cabral           |
|    | Portogallo (bandiera) | DIF   | Mario Rui        |
|    | Portogallo (bandiera) | DIF   | Hugo             |
|    | Portogallo (bandiera) | DIF   | Barata           |

| N. |                       | Ruolo | Calciatore      |
| -- | --------------------- | ----- | --------------- |
|    | Portogallo (bandiera) | LAT   | Mija            |
|    | Portogallo (bandiera) | LAT   | Ricardo Cardita |
|    | Portogallo (bandiera) | LAT   | Barros          |
|    | Portogallo (bandiera) | LAT   | Filipe Penha    |
|    | Portogallo (bandiera) | PIV   | Alex            |
|    | Portogallo (bandiera) | PIV   | Patolas         |
|    | Portogallo (bandiera) | UNI   | João Paulo      |
|    | Portogallo (bandiera) | UNI   | Sérgio          |